# 만약에 1
만약에 1 — 세계의 군사 역사가들이 대체 역사를 상상하다(영어: What If?: The World's Foremost Military Historians Imagine What Might Have Been)는 20편의 대체 역사를 다루는 수필집이다. 1999년 ISBN 0-399-14576-1으로 출간되었으며 대한민국에서는 2003년 ISBN 89-86698-49-8으로 출간되었다. 로버트 카울리(Robert Cowley)가 후속편 만약에 2와 함께 엮어 출간했다.
카울리는 자신이 편집한 군사 저널(Military History Quarterly)에서 나온 "만약에?" 글들을 엮기로 해 책으로 출간하고, 많은 주목을 받았다.

## 수필[2]
- "크리스천 없는 세상(영어: Infectious Alternatives)". 윌리엄 H. 맥닐(William H. McNeill) 저.
  - 만약에 기원전 701년 신아시리아 제국이 예루살렘 공격에서 전염병 때문에 후퇴하지 않았다면?
- "민주주의는 없다(영어: No Glory That Was Greece)". 빅터 데이비스 핸슨(Victor Davis Hanson) 저.
  - 만약에 아케메네스 제국이 살라미스 해전에서 승리했다면?
- "로마, 진정한 제국이 되다(영어: Conquest Denied)". 조시아 오버(Josiah Ober) 저.
  - 만약에 알렉산드로스 3세 메가스가 그라니코스 전투에서 전사했다면?
- "튜턴 신화는 없다(영어: Furor Teutonicus: The Teutoburg Forest, A.D. 9)". 루이스 H. 레이펌(Lewis H. Lapham) 저.
  - 만약에 푸블리우스 큉크틸리우스 바루스가 토이토부르크 숲 전투에서 아르미니우스를 패배시켰다면?
- "무슬림, 세계를 지배하다(영어: The Dark Ages Made Lighter)". 배리 S. 슈트라우스(Barry S. Strauss) 저.
  - 만약에 378년 아드리아노폴리스 전투와 732년 투르 푸아티에 전투에서 각각 로마 제국과 우마이야 왕조가 승리했다면?
- "종교 개혁의 불씨가 사라지다(영어: The Death That Saved Europe)". 세실리아 홀랜드(Cecelia Holland) 저.
  - 만약에 1241년 우구데이 칸이 몽골 제국의 빈 공격 직전에 사망하지 않았다면?
- "스페인어, 세계 공용어로 우뚝서다(영어: If Only It Had Not Been Such a Wet Summer)". 시어도어 K. 래브(Theodore K. Rabb) 저.
  - 만약에 쉴레이만 1세가 1529년 빈 공방전을 더 일찍 시작했다면?
- "멕시코, 진정한 아메리카로 우뚝서다(영어: The Immolation of Hernán Cortés)". 로스 해시그(Ross Hassig) 저.
  - 만약에 에르난 코르테스의 아즈텍 제국 원정이 실패했다면?
- "8월 8일, 전세계 국경일로 지정되다(영어: The Repulse of the English Fireships)". 제프리 파커(Geoffrey Parker) 저.
  - 만약에 스페인 무적함대의 영국 상륙이 성공했다면?
- "메이드 인 잉글랜드 세상(영어: Unlikely Victory)". 토머스 플레밍(Thomas Fleming) 저.
  - 만약에 미국 독립 전쟁에서 영국이 승리했다면? 등 13개.
- "미국 독립, 무기한 연기되다(영어: What the Fog Wrought)". 데이비드 매컬로프(David McCullough) 저.
  - 만약에 조지 워싱턴과 그의 부대가 롱아일랜드 전투 패배 이후 탈출에 실패했다면?
- "우주의 왕, 나폴레옹(영어: Ruler of the World)". 엘리스테어 혼(Alistair Horne) 저.
  - 만약에 나폴레옹 보나파르트가 전쟁을 다르게 이끌었다면?
- "바람과 함께 사라진 United S. A.(영어: If the Lost Order Hadn't Been Lost)". 제임스 M. 맥퍼슨(James M. McPherson) 저.
  - 만약에 로버트 E. 리가 특별명령 191호를 분실하지 않아 앤티텀 전투를 거치지 않고 펜실베이니아주와 메릴랜드주로 진격할 수 있었다면?
- "머클레런, 링컨을 누르고 미국 대통령이 되다(영어: A Confederate Cannae and Other Scenarios)". 스티븐 W. 시어즈(Stephen W. Sears) 저.
  - 만약에 미국 남북 전쟁이 더 빠르게 끝났다면? 등 5개.
- "세계 대전은 없다(영어: The What Ifs of 1914)". 로버트 카울리 저.
  - 만약에 제1차 세계 대전에서 영국이 중립을 유지했다면? 등 5개.
- "히틀러, 중동을 평정하다(영어: How Hitler Could Have Won the War)". 존 키건(John Keegan) 저.
  - 만약에 독일 국방군이 소련이 아니라 중동으로 진격했다면?
- "독도는 일본땅, 하와이도 일본땅(영어: Our Midway Disaster)". 시어도어 F. 쿡 주니어(Theodore F. Cook Jr.) 저.
  - 만약에 일본 제국 해군이 미드웨이 해전에서 승리했다면?
- "붉은 군대, 유럽을 불 밝히다(영어: D Day Fails)". 스티븐 앰브로즈 저.
  - 만약에 1944년 6월 노르망디 상륙 작전이 실패했다면?
- "베를린 장벽과 제3차 세계 대전(영어: Funeral in Berlin)". 데이비드 클레이 라지(David Clay Large) 저.
  - 만약에 1945년 소련군이 아니라 미군이 베를린을 점령했다면? 만약에 베를린 봉쇄가 성공했다면? 만약에 1952년에 독일의 재통일이 이루어졌다면? 등.
- "분단되지 않은 한겨레(영어: China Without Tears)". 아더 월드런(Arthur Waldron) 저.
  - 만약에 제2차 국공 내전에서 장제스가 마오쩌둥 및 중국공산당으로부터 만주를 수복하기 위해 진격하지 않았다면?

## 평가
- "만약에 1 — 세계의 군사 역사가들이 대체 역사를 상상하다는 가장 흥미로운 역사 논픽션일 것이다. 편집자 로버트 카울리는 수십 명의 역사가들에게 결정적 순간의 작은 운명적 변화가 시간의 다양한 기록들을 어떻게 바꿀 수 있었는지에 대한 수필들을 쓰도록 설득했다." — 뉴욕 타임스[3]
- "만약에 1에서 모인 수필들은 역사적 사실에 근거한 진지한 추정들이다. 그럼에도 이들은 매우 재미있다. 이들은 우리의 과거에 걸린 가느다란 실들을 떠올리게 한다. 하나의 사소한 끊어짐—푸아티에나 롱아일랜드, 게티즈버그, 또는 베를린—은 현대사의 태피스트리 전체를 풀어지게 할 수도 있었다." — CNN[4]
- "이러한 도발적인 '반사실'들이 유명 역사가들 34명의 흥미로운 수필집인 만약에 1의 주제이다... 각 수필이 줄줄이 엮인 역사적 사실들을 시험한다." — 휴스턴 크로니클[5]

## 같이 보기
- 만약에 2